# Johannes Huygens
Johannes Huygens (* 25. Januar 1833 in Den Haag; † 25. Juni 1911 ebenda) war ein niederländischer Genre-, Landschafts- und Marinemaler.

## Leben

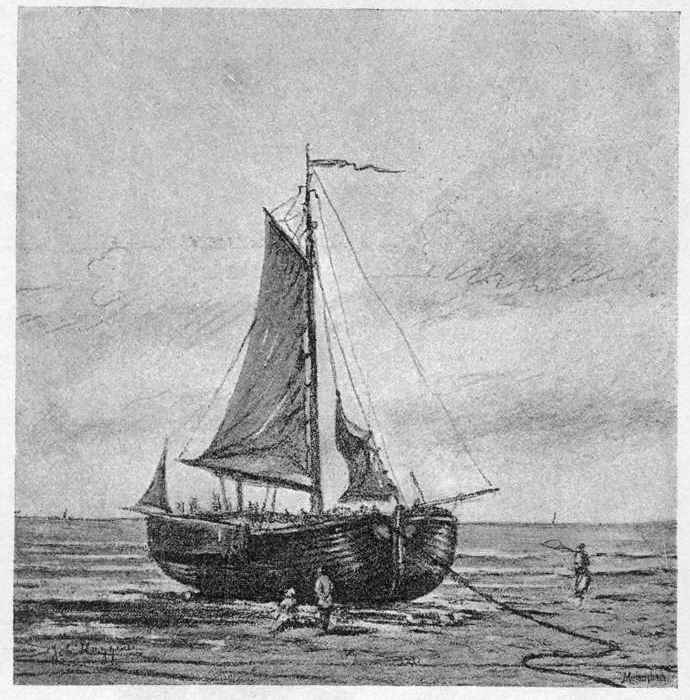
Strandansicht, Abbildung aus einem Ausstellungskatalog des Glaspalasts München, 1883

Johannes Huygens wuchs als Sohn des Malers und Grafikers Frederik Lodewijk Huygens (1802–1887) in Den Haag und Breda auf. Wie seine Schwester, die Amateurmalerin Henrietta Adriana Huygens, erhielt er eine künstlerische Ausbildung bei seinem Vater, der ab 1836 an der Koninklijke Militaire Academie in Breda als Zeichenlehrer arbeitete. Eine weitere Ausbildung erhielt er von den Landschaftsmalern Richard Burnier und Jan Weissenbruch. Huygens schlug eine Militärlaufbahn ein, bei der er den Rang eines Hauptmanns („Kaptein“) der Infanterie erklomm. Als Maler wirkte er in den Jahren 1868 bis 1879 in Breda, danach in Den Haag, und war dort Mitglied des Künstlervereins Pulchri Studio. In den Jahren 1863 bis 1896 nahm er an Ausstellungen in Amsterdam, Rotterdam, Den Haag und München teil.